# Pipcistikola
Pipcistikola (Cisticola fulvicapilla) är en fågel i familjen cistikolor inom ordningen tättingar.

## Utseende och läte
Pipcistikolan är en liten och mycket enfärgad cistikola. Hjässan är roströd, undersidan grå i Sydafrika men beige i resten av utbredningsområdet. Arten liknar kortvingad cistikola, men urskiljer sig genom det röda på hjässan. Sången består av ett upprepat ljust pipande.

## Utbredning och systematik
Pipcistikola förekommer i centrala och södra Afrika. Den delas in i nio underarter med följande utbredning:
- Cisticola fulvicapilla dispar – västra Kongo-Kinshasa till sydöstra Gabon, centralplatån i Angola och nordvästra Zambia
- Cisticola fulvicapilla hallae – södra Angola, sydvästra Zambia, nordvästra Zimbabwe, norra Botswana, norra Namibia
- Cisticola fulvicapilla muelleri – nordvästra Zambia till östra Tanzania, Moçambique och nordöstra Zimbabwe
- Cisticola fulvicapilla dexter – centrala Zimbabwe, sydöstra Botswana och savanner i nordöstra Sydafrika
- Cisticola fulvicapilla lebombo – södra Moçambique till Swaziland och nordöstra Sydafrika
- Cisticola fulvicapilla ruficapilla - centrala Sydafrika
- Cisticola fulvicapilla fulvicapilla – östra Sydafrika (Östra Kapprovinsen till Drakensbergbranten och västra Lesotho
- Cisticola fulvicapilla dumicola – östcentrala Sydafrika (Östra Kapprovinsen till KwaZulu-Natal)
- Cisticola fulvicapilla silberbauer – sydvästra Sydafrika (södra Västra Kapprovinsen)

Vissa inkluderar fulvicapilla i dumicola.

### Familjetillhörighet
Cistikolorna behandlades tidigare som en del av den stora familjen sångare (Sylviidae). Genetiska studier har dock visat att sångarna inte är varandras närmaste släktingar. Istället är de en del av en klad som även omfattar timalior, lärkor, bulbyler, stjärtmesar och svalor. Idag delas därför Sylviidae upp i ett antal familjer, däribland Cisticolidae.

## Status
Arten har ett stort utbredningsområde och beståndet anses stabilt. Internationella naturvårdsunionen IUCN listar den därför som livskraftig (LC).

## Namn
Cistikola är en försvenskning av det vetenskapliga släktesnamnet Cisticola som betyder "cistroslevande".